# Municipio de Burnett (Arkansas)
El municipio de Burnett (en inglés: Burnett Township) es un municipio ubicado en el condado de Pope en el estado estadounidense de Arkansas. En el año 2010 tenía una población de 506 habitantes y una densidad poblacional de 8,98 personas por km².

## Geografía
El municipio de Burnett se encuentra ubicado en las coordenadas 35°18′54″N 92°52′51″O / 35.31500, -92.88083. Según la Oficina del Censo de los Estados Unidos, el municipio tiene una superficie total de 56.34 km², de la cual 56,05 km² corresponden a tierra firme y (0,5 %) 0,28 km² es agua.

## Demografía
Según el censo de 2010, había 506 personas residiendo en el municipio de Burnett. La densidad de población era de 8,98 hab./km². De los 506 habitantes, el municipio de Burnett estaba compuesto por el 94,66 % blancos, el 2,17 % eran afroamericanos, el 0,2 % eran isleños del Pacífico, el 1,19 % eran de otras razas y el 1,78 % eran de una mezcla de razas. Del total de la población el 1,58 % eran hispanos o latinos de cualquier raza.